# Johannes Eckert (Abt)

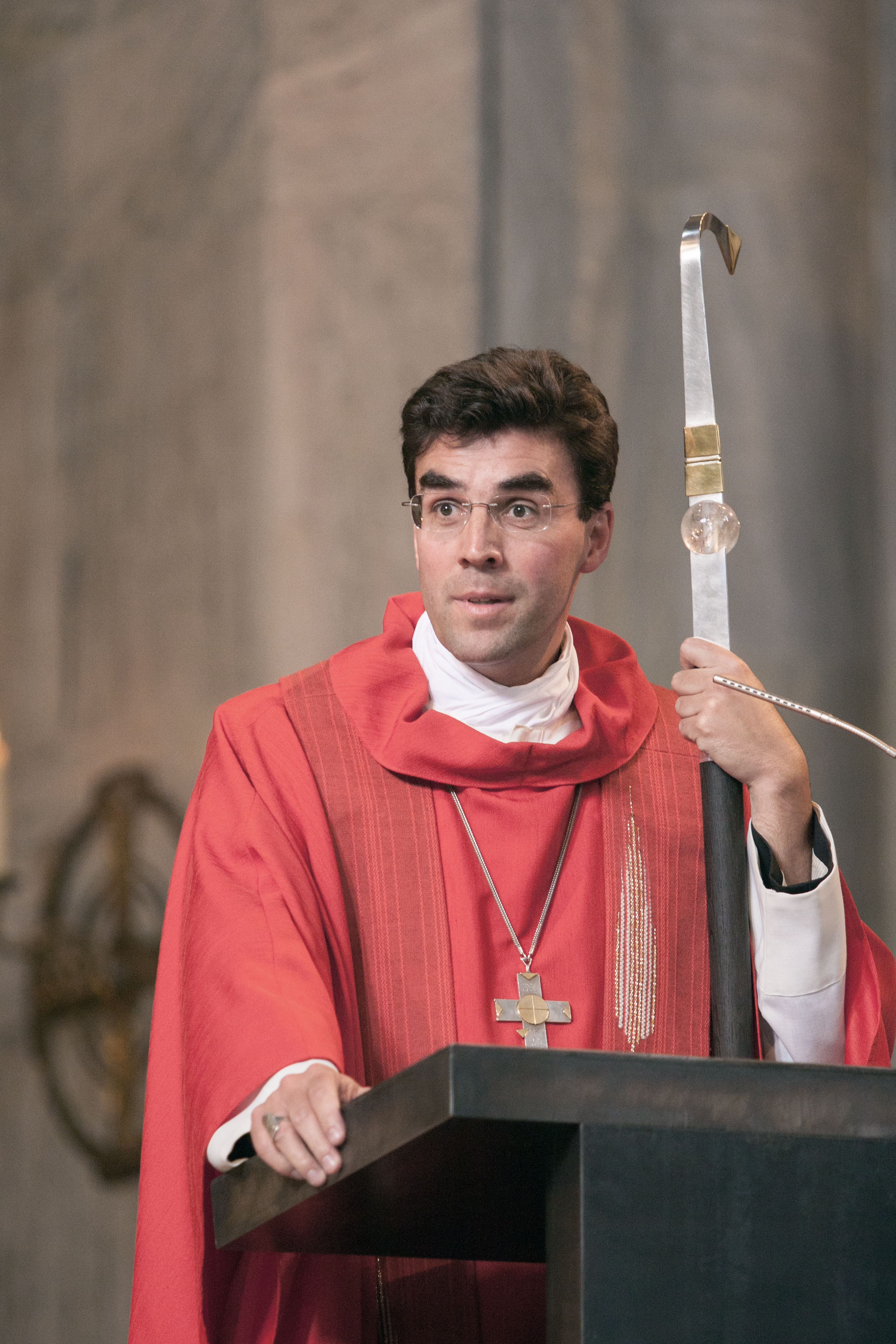
Abt Johannes Eckert in der Benediktinerabtei St. Bonifaz, München (2008)

Johannes Eckert OSB (* 23. März 1969 in Mosbach; eigentlich Claudius Josef Eckert) ist ein deutscher Benediktiner, Ordenspriester und seit 2003 Abt der Benediktinerabtei Sankt Bonifaz in München und Andechs.

## Leben
Claudius Eckert studierte nach Abitur und Zivildienst an der Ludwig-Maximilians-Universität in München Katholische Theologie. Im Herbst 1993 trat er in die Abtei St. Bonifaz ein und bekam den Ordensnamen Johannes. 1999 wurde Johannes Eckert mit einer Arbeit zum Thema: Dienen statt Herrschen. Unternehmenskultur und Ordensspiritualität: Begegnungen, Herausforderungen, Anregungen zum Doktor der katholischen Theologie promoviert. In dieser Arbeit vergleicht er die Unternehmenskultur bei BMW, wo er als Werkstudent arbeitete, mit der Ordensspiritualität der Bayerischen Benediktinerkongregation.
Am 10. Juni 2000 wurde Johannes Eckert in Andechs durch den Bischof von Augsburg, Viktor Josef Dammertz, OSB, zum Priester geweiht. Bis 2002 war er Kaplan der Pfarreien St. Vitus (Erling – Andechs) und St. Johann Baptist (Machtlfing), wo er am 1. Dezember 2002 Pfarrer wurde.
Am 23. Juli 2003 wurde Johannes Eckert durch die Konvente der Klöster St. Bonifaz und Andechs zum Abt mit einer Amtszeit von zwölf Jahren gewählt. Er trat die Nachfolge von Odilo Lechner an, der aus Altersgründen zurückgetreten war. Dabei setzte er sich gegen den in der Öffentlichkeit bekannteren damaligen Prior von Andechs und Cellerar von St. Bonifaz, Anselm Bilgri, durch. Nach seiner Wahl zum Abt kam es zu Auseinandersetzungen um die Führung der Wirtschaftsbetriebe in und um Kloster Andechs. In Folge bat Bilgri um ein Sabbatjahr, von dem er allerdings nicht mehr ins Kloster zurückkehrte. Am 10. Februar 2015 wurde Eckert für weitere zwölf Jahre als Abt bestätigt.
Sein Wahlspruch als Abt lautet Diligere ex toto corde (lateinisch: Aus ganzem Herzen lieben).
2009 wurde Eckert vom Generalkapitel der Bayerischen Benediktinerkongregation zu einem der beiden Consiliaräbte des Abtpräses Barnabas Bögle gewählt.
Johannes Eckert ist Ehrenmitglied der katholischen Studentenverbindungen KDStV Tuiskonia München im CV, K.B.St.V. Rhaetia München und K.St.V. Ottonia München im KV.
Eckert sprach sich trotz der kirchlichen Klarstellung in Ordinatio sacerdotalis wiederholt für die Einführung des Frauenpriestertums in der römisch-katholischen Kirche aus.
2019 wurde er vom Bayerischen Ministerpräsidenten mit dem Bayerischen Verdienstorden ausgezeichnet.

## Werke
- Johannes Eckert: Dienen statt Herrschen. Unternehmenskultur und Ordensspiritualität: Begegnungen – Herausforderungen – Anregungen. Schäffer-Poeschel, Stuttgart 2000, ISBN 3-7910-1676-8.
- Johannes Eckert: Lebe, was du bist, klug – gerecht – tapfer – maßvoll. Ein Brevier der Tugenden. Kösel, München 2007, ISBN 3-466-36764-6.
- Johannes Eckert: Wohne bei Dir selbst – der Klosterplan als Lebensmodell. Kösel, München 2009, ISBN 978-3-466-36840-2.
- Susanne Breit-Keßler, Johannes Eckert und Matthias Morgenroth: Wie bei Nachbarn, die sich mögen. So lebt Ökumene – Regionalbischöfin Susanne Breit-Keßler und Abt Johannes Eckert im Gespräch mit Matthias Morgenrot. Kösel, 2010, ISBN 978-3-466-36870-9.
- Johannes Eckert: Die Kunst, sich richtig wichtig zu nehmen. Kösel, München 2012, ISBN 978-3-466-37050-4.
- Johannes Eckert: Andechs – Bayerns Heiliger Berg. Schnell & Steiner, 2012, ISBN 978-3-7954-2615-6.
- Johannes Eckert: Heute – Aus der Fülle der Gegenwart leben. Meditationen über das Lukas-Evangelium. Kösel, 2015, ISBN 978-3-466-37137-2.
- Johannes Eckert: hoch und heilig. Gipfelbotschaften aus dem Matthäus-Evangelium. Kösel, 2016, ISBN 978-3-466-37165-5.
- Johannes Eckert: Steht auf! Frauen im Markusevangelium als Provokation für heute. Herder, Freiburg im Breisgau 2018, ISBN 978-3-451-38153-9.
- Johannes Eckert: Was sucht ihr? Frag-würdige Einsichten ins Johannesevangelium. Herder, Freiburg im Breisgau 2020, ISBN 978-3-451-39161-3.
- Johannes Eckert: APOKALYPSE. Bilder des Schreckens, Bilder der Hoffnung: Visionen für heute. Herder, Freiburg im Breisgau 2022, ISBN 978-3-451-03395-7.